# NGC 4026
NGC 4026 (również PGC 37760 lub UGC 6985) – galaktyka soczewkowata (S0), znajdująca się w gwiazdozbiorze Wielkiej Niedźwiedzicy. Odkrył ją William Herschel 12 kwietnia 1789 roku.